# Андрусова
Андру́сова — село в Україні, в Затишанській селищній територіальній громаді Роздільнянського району Одеської області. Населення становить 68 осіб.
До 17 липня 2020 року було підпорядковане Захарівському району, який був ліквідований.

## Населення
Згідно з переписом 1989 року населення села становило 84 особи, з яких 40 чоловіків та 44 жінки.
За переписом населення 2001 року в селі мешкало 68 осіб.

### Мова
Розподіл населення за рідною мовою за даними перепису 2001 року:
| Мова       | Відсоток |
| ---------- | -------- |
| українська | 95,59 %  |
| російська  | 4,41 %   |